# Salto en esquí en los Juegos Olímpicos
El salto en esquí en los Juegos Olímpicos se realiza desde la primera edición, Chamonix 1924. En los Juegos de 2014 se disputó por primera vez una prueba femenina.
Tras el Campeonato Mundial de Esquí Nórdico es la máxima competición internacional de salto en esquí. Es organizado por el Comité Olímpico Internacional (COI), junto con la Federación Internacional de Esquí (FIS).

## Competiciones
Desde la edición de 2014 se realizan competiciones en cuatro pruebas, tres masculinas (trampolín normal individual, trampolín grande individual y trampolín grande por equipos) y una femenina (trampolín normal individual).

## Ediciones
| Núm.  | Año                         | Sede                               | Instalación                                               |
| ----- | --------------------------- | ---------------------------------- | --------------------------------------------------------- |
| I     | Chamonix 1924               | Chamonix ( Francia)                | Trampolín Olímpico de Mont                                |
| II    | Sankt Moritz 1928           | Sankt Moritz ( Suiza)              | Trampolín Olímpico                                        |
| III   | Lake Placid 1932            | Lake Placid ( Estados Unidos)      | Trampolín de Saltos Intervale                             |
| IV    | Garmisch-Partenkirchen 1936 | Garmisch-Partenkirchen ( Alemania) | Große Olympiaschanze                                      |
| V     | Sankt Moritz 1948           | Sankt Moritz ( Suiza)              | Trampolín Olímpico                                        |
| VI    | Oslo 1952                   | Oslo ( Noruega)                    | Holmenkollbakken                                          |
| VII   | Cortina d'Ampezzo 1956      | Cortina d'Ampezzo ( Italia)        | Trampolín Italia                                          |
| VIII  | Squaw Valley 1960           | Squaw Valley ( Estados Unidos)     | Trampolín Olímpico de Saltos                              |
| IX    | Innsbruck 1964              | Bergisel y Seefeld ( Austria)      | Trampolín de Bergisel y Trampolín de Seefeld              |
| X     | Grenoble 1968               | Grenoble ( Francia)                | Saint-Nizier-du-Moucherotte y Autrans                     |
| XI    | Sapporo 1972                | Okurayama y Miyanomori ( Japón)    | Trampolín Olímpico de Okurayama y Trampolín de Miyanomori |
| XII   | Innsbruck 1976              | Bergisel y Seefeld ( Austria)      | Trampolín de Bergisel y Trampolín de Seefeld              |
| XIII  | Lake Placid 1980            | Lake Placid ( Estados Unidos)      | Centro Olímpico de Saltos                                 |
| XIV   | Sarajevo 1984               | Sarajevo ( Yugoslavia)             | Igman                                                     |
| XV    | Calgary 1988                | Calgary ( Canadá)                  | Parque Olímpico de Canadá                                 |
| XVI   | Albertville 1992            | Courchevel ( Francia)              | Trampolín de Praz                                         |
| XVII  | Lillehammer 1994            | Lillehammer ( Noruega)             | Estadio de Saltos en Esquí Lysgårdsbakken                 |
| XVIII | Nagano 1998                 | Hakuba ( Japón)                    | Estadio de Saltos en Esquí de Hakuba                      |
| XIX   | Salt Lake City 2002         | Park City ( Estados Unidos)        | Parque Olímpico de Utah                                   |
| XX    | Turín 2006                  | Pragelato ( Italia)                | Trampolín de Saltos                                       |
| XXI   | Vancouver 2010              | Whistler ( Canadá)                 | Parque Olímpico de Whistler                               |
| XXII  | Sochi 2014                  | Krásnaya Poliana ( Rusia)          | Centro de Saltos RusSki Gorki                             |
| XXIII | Pyeongchang 2018            | Pyeongchang ( Corea del Sur)       | Centro de Salto en Esquí de Alpensia                      |
| XXIV  | Pekín 2022                  | Zhangjiakou ( China)               | Centro Nacional de Salto en Esquí                         |

## Medallero histórico
- Actualizado hasta Pekín 2022

| Núm. | País           | Oro | Plata | Bronce | Total |
| ---- | -------------- | --- | ----- | ------ | ----- |
| 1    | Noruega        | 12  | 10    | 14     | 36    |
| 2    | Finlandia      | 10  | 8     | 4      | 22    |
| 3    | Alemania       | 9   | 10    | 6      | 25    |
| 4    | Austria        | 7   | 10    | 10     | 27    |
| 5    | Japón          | 4   | 6     | 4      | 14    |
| 6    | Polonia        | 4   | 3     | 3      | 10    |
| 7    | Suiza          | 4   | 1     | 0      | 5     |
| 8    | Eslovenia      | 2   | 2     | 3      | 7     |
| 9    | Checoslovaquia | 1   | 2     | 4      | 7     |
| 10   | Rusia          | 1   | 1     | 0      | 2     |
| 11   | Suecia         | 0   | 1     | 1      | 2     |
| 11   | Yugoslavia     | 0   | 1     | 1      | 2     |
| 13   | Canadá         | 0   | 0     | 1      | 1     |
| 13   | Estados Unidos | 0   | 0     | 1      | 1     |
| 13   | Francia        | 0   | 0     | 1      | 1     |
|      | TOTAL          | 54  | 55    | 53     | 162   |

1. ↑  Incluye las medallas obtenidas por la RDA.
2. ↑  Incluye las medallas obtenidas por la URSS.